# 村上啓作
村上 啓作（むらかみ けいさく、1889年（明治22年）6月16日 - 1948年（昭和23年）9月17日）は、日本の陸軍軍人。最終階級は陸軍中将。

## 経歴
栃木県喜連川町鷲宿（現：栃木県さくら市鷲宿）出身。農業・村上角次の四男として生れる。鷲宿小学校、陸軍中央幼年学校予科、中央幼年学校本科を経て、1910年5月、陸軍士官学校（22期）を優等で卒業し、同年12月、歩兵少尉に任官し近衛歩兵第3連隊付となる。1916年11月、陸軍大学校（28期）を優等で卒業した。
陸軍技術審査部付（軍事調査部）、歩兵第3連隊付（ロシア出張）、ロシア駐在、陸大教官、兼参謀本部員、参謀本部員、陸大教官、陸軍省軍務局課員（軍事課）、歩兵第34連隊長、陸軍歩兵学校教導隊長、陸軍省兵務課長などを歴任し、二・二六事件当時は軍事課長であった。陸大教官を経て、1937年8月、陸軍少将に進級。
関東軍司令部付を経て、1939年10月、陸軍中将となる。日中戦争では第39師団長として出征し、宜昌作戦に従事した。陸軍科学学校長、参謀本部付、総力戦研究所長、陸軍公主嶺学校長、関東軍司令部付などを歴任し、1944年11月、第3軍の最後の司令官に就任し、延吉で終戦を迎えた。戦後、シベリア抑留となり、1948年（昭和23年）1月31日、公職追放仮指定を受け、同年9月、クラスノゴルスクの収容所で病死した。

## 年譜
- 1910年5月28日 - 陸軍士官学校（22期恩賜）卒
- 1916年11月25日 - 陸軍大学校（28期恩賜）卒
- 1937年8月2日 - 陸軍少将
- 1939年10月2日 - 陸軍中将・第39師団長
- 1944年11月22日 - 第3軍司令官
- 1948年9月17日 - クラスノゴルスクの収容所で病死

## 栄典
位階
- 1911年（明治44年）3月10日 - 正八位[3]
- 1914年（大正3年）2月10日 - 従七位[4]
- 1919年（大正8年）3月20日 - 正七位[5]
- 1924年（大正13年）5月15日 - 従六位[6]
- 1937年（昭和12年）9月1日 - 正五位[7]

勲章
- 1939年（昭和14年）11月13日 - 勲二等瑞宝章[8]
- 1942年（昭和17年）3月9日 - 勲一等旭日大綬章[9]

## 評価
日本陸軍きっての戦術家として著名であり、陸大47期首席であった高山信武は、村上から直接教えを受けたことはないものの、その著作や令名にしばしば触れており、村上を昭和初期における日本兵学の最高権威と称しても過言ではないとしている。
一方、軍務局軍事課員として直接共に働いた経験がある西浦進は、村上は温厚で立派な人だったが、観念論者の学者であり、実務的には頼りない人であったと評しているほか、後年二・二六事件時に軍事課長として何一つできず、武藤章高級課員以下によって万事処置したと聞き、さもありなんと思ったという。当時、軍事課高級課員であった武藤章によれば、二・二六事件発生時の村上は高血圧により職務に支障があり、武藤が中心となって対応したという。

## 家族親族
- 妻 村上晴 木越安綱（陸軍中将男爵）の娘
- 義兄弟 木越専八（陸軍少将）・木越二郎（陸軍大佐）

## 著作
- 『戦争要論』陸軍大学校将校集会所、1925年12月。 NCID BN08601418。全国書誌番号:43011109。
  - 『戦争要論』（復刻版）東京都防衛協会、1968年10月。 NCID BA39119184。全国書誌番号:72003498。